# Häutungen

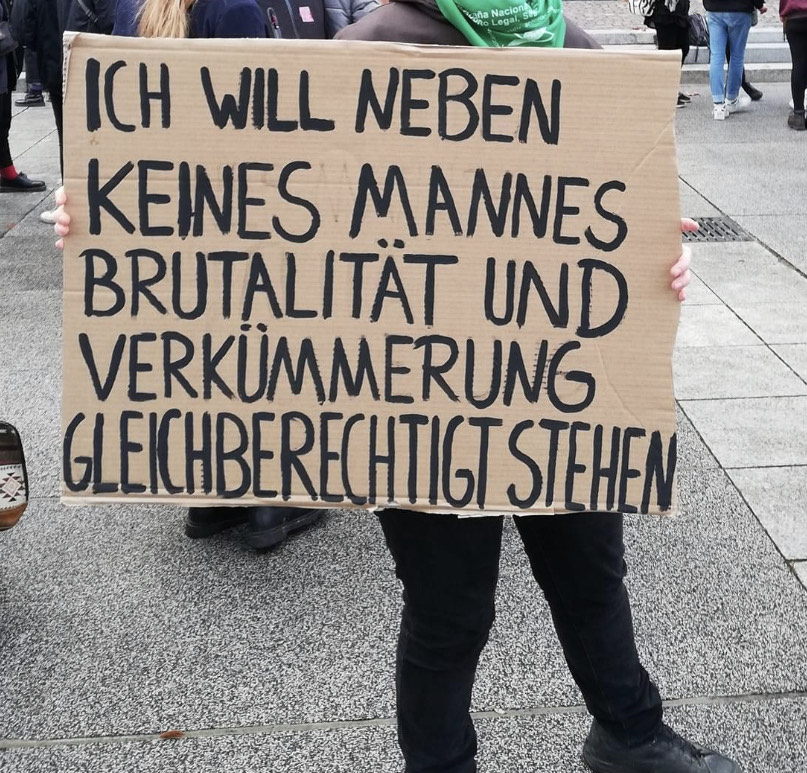
Transparent auf einer Demonstration mit einem Zitat aus Häutungen, 2019

Häutungen ist ein Roman von Verena Stefan aus dem Jahr 1975. Der autobiografische Text mit dem Untertitel Biografische Aufzeichnungen. Gedichte. Träume. Analysen schildert den Prozess einer jungen Frau, die sich von der Liebe zu Männern ab- und der Liebe unter Frauen zuwendet. Mit diesem Prozess verschränkt ist ein Reflektionsprozess über die einengende Abhängigkeit der Frau von männlichen Frauenbildern und dem Beherrschtwerden durch das Patriarchat, wodurch die sexuelle Transformation zugleich in eine Befreiung mündet und eine lesbische Utopie entworfen wird.
Häutungen gilt als der erste deutschsprachige literarische Text aus der Neuen Frauenbewegung und wurde ein Bestseller. Das Buch wurde in viele Sprachen übersetzt, machte Stefan berühmt und verursachte starke Diskussionen, die teils zu Fraktionsbildungen und Flügelkämpfen in der feministischen Bewegung der Zeit führten. Es wurde und wird häufig als „Kultbuch“ und „Bibel der Frauenbewegung“ bezeichnet.

## Entstehungsgeschichte
Verena Stefan gehörte seit ihrer Gründung 1972 der feministischen Gruppe Brot und Rosen in Berlin an, mit der sie Frauenkongresse und Aktionen gegen den § 218 organisierte und die das Frauenhandbuch Nr.1 verfasste. Für die Zeitschrift Kursbuch sollte die Gruppe einen Beitrag zum Thema „Wie lässt sich die Emanzipation der Frau mit der Beziehung zu einem Mann vereinbaren?“ schreiben. Zwar wurde dieser Beitrag dann nicht verfasst, bereits zusammengetragene Materialien und Notizen wurden dann jedoch ab 1974 zur Basis von Stefans Schreiben von Häutungen. Während der Abfassung des Buches reduzierte sie ihre Berufstätigkeit als Krankengymnastin und musste sich finanziell stark einschränken. Das Schreiben des Buches betrachtete sie als „die geeignetste Form, für die Sache der Frauen zu handeln“.
Wichtige Einflüsse für Häutungen stellten Sexus und Herrschaft von Kate Millet und Der weibliche Eunuch von Germaine Greer dar, die beide Sexualität als natürliche Kraft verstanden, die im Patriarchat verkümmert und deformiert worden sei.
Für Stefan persönlich begann mit dem Erfolg des Buches eine schwierige Zeit, sie geriet in eine Identitätskrise, fand sich unter Publikationsdruck und voller Selbstzweifel. Zahlreiche Zuschriften von Leserinnen, versuchte Vereinnahmungen durch Fraktionen in der Frauenbewegung, das Herausgehobensein unter jenen, unter denen sie sich eigentlich als „Gleiche unter Gleichen“ verstand, machten ihr zu schaffen und hemmten über lange Jahre ihr Schreiben, erst Mitte der 1980er „war die innere Kakophonie fast verstummt.“

## Form
Häutungen ist mit 127 Seiten recht kurz. Der Text ist in vier Teile gegliedert, Schattenhaut, Entzugserscheinungen, Ausnahmezustand und Kürbisfrau. Es hat die Gestalt einer Ich-Erzählung und ist streng autobiographisch angelegt. Formal ist es experimentell, so montiert es Textsorten wie Gedichte, Dialogfragmente oder Tagebucheinträge, stellt verschiedene Beschreibungen gleicher Ereignisse vergleichend nebeneinander, ersetzt das Indefinitpronomen man (erstmals) durch frau und wendet gemäßigte Kleinschreibung an.
Vorangestellt findet sich eine zweiseitige Einleitung, in der Stefan sich zur Sprache des Buches erklärt. Sie empfand die existierende Sprache insbesondere zur Beschreibung von weiblichen Körpern und Sexualität als unzulänglich und schrieb einleitend „Beim schreiben dieses buches, dessen inhalt hierzulande überfällig ist, bin ich wort für wort und begriff um begriff an der vorhandenen sprache angeeckt. Sicher habe ich das zunächst so krass empfunden, weil ich über sexualität schreibe. Alle gängigen Ausdrücke – gesprochene wie geschriebene – die den koitus betreffen, sind brutal und frauenverachtend […] ich stelle begriffe, mit denen nichts mehr geklärt werden kann, in frage oder sortiere sie aus […] Jedes wort muß gedreht und gewendet werden, bevor es benutzt werden kann - oder weggelegt wird.“
Während Stefan als Konsequenz daraus die heterosexuellen Begegnungen zu Anfang des Buches mit klinischen und medizinischen Begriffen beschrieb, die die Freudlosigkeit ihrer sexuellen Erfahrungen mit Männern umso deutlicher illustrierten, wählte sie zur Beschreibung weiblicher Körper und lesbischen Liebens nach ihrer Hinwendung zu Frauen lyrische Naturmetaphern wie Blüten oder Früchte, was oft kritisiert wurde.
Stefan wendet sich aber nicht nur von einer als patriarchal verstandenenen Sprache ab, sondern weigert sich auch, in Fortsetzung ihrer Arbeit bei Brot und Rosen, sich entsprechenden Ideen von Weiblichkeit und weiblicher Sexualität weiter zu unterwerfen, da diese wie die Sprache die Verfügungsmacht von Männern über weibliche Körper zementieren. Mit ihrer Analyse auf Basis ihrer Erlebnisse, ihrer Sexualität und ihres Körpers, durch ihre Subjektivität und Erfahrung und unter Zurückweisung von Scham und Tabus reklamiert sie sich selbst als sachkundig und macht das Persönliche zum Ausgangspunkt für ihre Analyse.

## Inhalt
Stefan schildert in Häutungen die Veränderung einer Frau, die sich aus heterosexuellen Beziehungen in ein lesbisches Lieben wendet. Dabei erkennt sie das Moment der Unterdrückung in heterosexuellen Beziehungen, in der gleichgeschlechtlichen Beziehung hingegen findet sie eine konkrete Utopie.
Im ersten und mit 48 Seiten längsten Teil, Schattenhaut, rekapituliert Veruschka, in Berlin lebend und dort Teil der linken Szene, ihre meist enttäuschenden Erfahrungen in Beziehungen mit Männern, sowohl im Rückblick auf ihren Ex-Freund Dave wie auf ihre neue Partnerschaft. Stets bleibt weibliche Sexualität dienend auf Erfüllung männlicher Wünsche ausgerichtet:

„Der eine mochte die beine geschlossen, der andere offen und flach, der nächste offen und um seinen rücken –

Und ich hielt die beine geschlossen oder offen und flach oder offen und um seinen rücken.

Der eine wollte die ganze nacht durchmachen, der andere konnte nur einmal –

Und ich machte die ganze nacht durch oder konnte nur einmal. [...]

Der eine konnte nur in seinem bett einschlafen, der andere musste sich wegdrehen, der nächste wollte dicht beisammen liegen –

Und ich schlief nur in meinem bett ein oder drehte mich weg oder blieb dicht beisammen liegen“

Ihre Erwartung, in ihrem neuen Partner Samuel einen "menschlichen Mann" zu finden, wird enttäuscht, da er sich als emotional unfähig erweist. Auch bei ihm stellt sich kein emotionaler Dialog her, es bilden wieder allein seine Bedürfnisse das Zentrum der Aufmerksamkeit. Veruschka erkennt die affektive Leere in Männern, die zu einer entsprechenden Ungleichheit führt, als das kardinale Problem ihrer heterosexuellen Beziehungserfahrungen. Am Ende beginnt sie sich von Samuel zu lösen und eröffnet so die Suche nach einem weiblichen Ich.
In Entzugserscheinungen schildert sie auf 23 Seiten die Trennungsphase von Samuel, das Scheitern des Dialogs mit ihm über die Trennung und den Aufbruch in ein Zusammenleben mit Frauen. Hier und im folgenden Ausnahmezustand (36 Seiten) schildert sie Veruschkas Transition hin zur Liebe unter Frauen anhand der entstehenden Nähe und Vertrautheit zwischen ihr und Fenna (sowie der sporadischer präsenten Nadjenka, die in einer heterosexuellen Ehe lebt), aber auch der Schwierigkeiten, Hindernisse und Ängste dieser Verbindungen. Letztlich findet sie hier die Erfüllung des mit Männern vermissten: "erstmalig fliesst ein gefühl von aufmerksamkeit, stärkung und anteilnahme nicht nur von dir weg, sondern auch zu dir zurück.", eine Erfahrung, die sich über den sexuellen Moment auch in einem veränderten Körperbewusstsein und emotionaler Geborgenheit niederschlägt und eine lang ersehnte Ganzheitserfahrung evoziert. In diesem Teil verweigert die Erzählerin, weiterhin medizinische Begriffe auf Körper und körperliche Erfahrungen anzuwenden und eröffnet die Suche nach neuen Begriffen.
Im letzten Abschnitt, dem nur 6-seitigen Kürbisfrau, begegnen wir der Hauptfigur unter ihrem neuen Namen Cloe (ein Verweis auf die Chloe in Virginia Woolfs Essay Ein Zimmer für sich allein), von der Ich-Erzählerin wechselt Stefan zur auktorialen Perspektive. Cloe lebt inzwischen auf dem Land, sie erwacht vom Klingeln eines Telefons und wir begleiten sie bei ihren morgendlichen Verrichtungen. Der Leser folgt dabei ihren Gedanken, über das Schreiben, über den weiblichen Körper, über das neue Ich. Cloe ist ganz bei sich, ist ohne jemand anderen um sich herum. Der Teil ist in einem versöhnten und gelösten Ton verfasst.
Hauptthema des Buches ist der Prozess weg von der Selbstaufgabe und Anpassung an die Wünsche und Vorstellungen männlicher Partner während ihrer Suche nach der eigenen, „wahren“ geschlechtlichen Identität und der Hinwendung zu Frauen und der Selbstverwirklichung des weiblichen Ichs in lesbischem Lieben. Im Zuge dessen analysiert sie die gesellschaftlichen Verhältnisse, die sich in heterosexuellen Beziehungen abbilden und wendet sich als weibliches Subjekt radikal von patriarchalen Definitionen ab: „Ich will neben keines mannes brutalität und verkümmerung gleichberechtigt stehen“. Stefan beschreibt einen Emanzipationsprozess, in dem die Erinnerungsarbeit und die Loslösung von den entfremdenden Beziehungen zum anderen Geschlecht metaphorisch als Häutung erfahren wird. Am Ende des Buches steht der Satz: „der mensch meines lebens bin ich.“ Dabei geht Stefan in ihrer Analyse zugleich deutlich über das Persönliche hinaus und wendet es ins Politische. Die Auswirkungen des Patriarchats auf sie selbst werden zum Anlass grundlegender Gesellschaftskritik und gelten ihr letztendlich als die wesentliche Unterdrückungserscheinung überhaupt, "Sexismus geht tiefer als rassismus als klassenkampf".

## Rezeption
Häutungen gilt als der erste deutschsprachige literarische Text aus der neuen Frauenbewegung und als erster zeitgenössischer Text, in dem offen lesbisches Lieben thematisiert wurde. Er wurde zu einem Symbol des Aufbruchs, bis in die Gegenwart wird es als „Kultbuch“ und „Bibel der Frauenbewegung“ bezeichnet.
Das Buch machte durch seinen Erfolg zugleich den Aufbau des jungen Verlags Frauenoffensive möglich und schuf einen Markt für „Literatur von Frauen für Frauen“ – aufgrund ihres Erfolgs gründeten sich rasch weitere Frauenverlage, andere Frauen nahmen sich ihr Schreiben zum Vorbild und arrivierte Verlage öffneten sich dem Phänomen mit eigenen Reihen.

### Auflagen
Das Buch erschien 1975 mit einer Erstauflage von 3000 Exemplaren, die innerhalb eines Monats verkauft wurden. Schon nach einem Jahr wurde das Buch in fünfter Auflage gedruckt. Im Mai 1976 lag die Auflagenhöhe bereits bei 44.000, im Mai 1977 bei 125.000 und 1980 bei 200.000 Exemplaren. 1984 hatte es eine Auflagenzahl von 250.000 und gegen Ende der 1980er von rund 300.000 erzielt, obwohl die Werbung nur über Mundpropaganda lief. Es ist mit 2017 rund 500.000 verkauften Exemplaren das meistgelesene Buch der neueren deutschsprachigen Frauenliteratur und wurde in neun Sprachen übersetzt, neben den meisten großen westeuropäischen Sprachen auch ins Koreanische.

### Rezeption von Leserinnen
Zahlreiche Leserinnen erkannten eigene Erfahrungen in den Schilderungen des Buches wieder. Stefan erhielt Hunderte von Zuschriften, die deutlich machten, dass es Stefan gelungen war, mit ihren eigenen Erfahrungen auch die anderer Frauen darzustellen und dadurch Veränderungen anzustoßen. Das Buch wurde aber nicht nur individuell, sondern auch in feministischen Lese- und Selbsthilfegruppen gelesen und diskutiert, es löste intensive Diskussionen über die Beziehungen zu Männern innerhalb der Frauenbewegung aus, die bis hin zu Fraktionsbildungen und Flügelkämpfen in der feministischen Bewegung führten. Dabei wurde sich vor allem auf Stefans Kritik heterosexueller Sexualität bezogen. Die Aufforderung, die dem Buch entnommen wurde, war weniger die, sich zur gleichgeschlechtlichen Liebe unter Frauen hin-, sondern sich von weiblicher Unterordnung unter männliche Dominanz in der Sexualität zugunsten der Erfüllung eigener Wünsche und Sehnsüchte abzuwenden.

### Zeitgenössische literarische Rezeption
Gut ein Jahr nach der Veröffentlichung und nachdem der Erfolg sich eingestellt hatte, begannen auch Mainstreammedien sich mit dem Buch zu beschäftigen. Nach seiner Entdeckung erfuhr das Buch eine Vielzahl von Rezensionen und wurde rege diskutiert. Als Grund angesehen wird dafür, dass es in einem historischen Moment erschien, in dem die Neue Fragenbewegung bereits gesellschaftliche Veränderungen ausgelöst hatte und Bedarf wie Offenheit für einen solchen Text bestand. Auffällig ist, dass das Buch vornehmlich durch Frauen rezensiert wurde, die ebenfalls, wie bereits viele Leserinnen, sich mit den geschilderten Ereignissen identifizieren konnten. So schrieb Ursula Krattinger im Schweizer Frauenblatt „Da sprach eine Frau über Dinge, Vorfälle, Gefühle, wie ich sie als Frau kenne, erlebe, empfinde.“ Sophie Behr besprach das Buch 1975 im Spiegel: „Verena Stefans »Häutungen« ist ein beunruhigendes Buch [...] Es zersetzt alle noch legitimen weiblichen Fluchtburgen wie »Liebe«. »Bindung«, »Hingabe«. Zu sich selbst, das ist seine Botschaft, findet man, als Frau, nur partnerlos.“ Christa Reinig lobte das Buch 1976 in der Süddeutschen Zeitung, weil es Stefan wider alle Hindernisse gelungen sei, ein weibliches Ich zu artikulieren. Lothar Baier stellte fest, dass dieser „autobiographische Bericht (für Männer) so irritierend“ sei und Dieter Bachmann konstatierte, dass „man als Mann beim Lesen so ziemlich hin und her geschüttelt wird“.
Kritik erfuhr häufig die Darstellung lesbischer Sexualität am Ende des Buches. Stefans Versuch, anhand von lyrischen Naturmetaphern eine eigene, weibliche Sprache zur Erotik unter Frauen zu schaffen, ohne sich der „Sprache der Männer“ zu bedienen, wurde vielfach als trivialer Rekurs kritisiert, sowohl von Leserinnen, in Rezensionen von Mainstreammedien („mißlungener Schluß“) wie aus der Frauenbewegung („triviales Repertoire billiger Pornoautoren“). Später schloss sich Stefan dem an, so habe sie „der Wahrheitsrausch überschwenglich und ungenau werden lassen [...] ich hätte mir eine Lektorin gewünscht, die mir gesagt hätte, warte noch damit, Natur zu beschreiben oder lesbische Liebe und lesbische Körper zu beschreiben, bis du sowohl über das eine wie auch das andere [...] mehr weißt.“
Brigitte Classen und Gabriele Goettle (beide ab 1976 für Die Schwarze Botin tätig) kritisierten in ihrer Rezension, dass diese Darstellung aber nicht nur trivial sei, sondern per „Naturhaftigkeit der Weiblichkeit“ literarische Stereotype von Frauen reproduziere und die weiblichen Figuren weniger real erscheinen lasse als selbst die nur skizzenhaften männlichen Figuren. Letzteres werde dadurch verstärkt, dass die Protagonistin bzw. Stefan den anderen Frauen nicht wirklich begegne, sondern sie zum „Objekt der Selbsterfahrung reduziert“.

### Rückblickende literarische Rezeption
Madeleine Marti nannte das Buch 1993 den „meistgelesenen und meistdiskutierten“ autobiografischen Verständigungstext der 1970er Jahre, Evelyne Keitel ordnete es (neben Luise F. Puschs Sonja und Gerd Brantenbergs Die Töchter Egalias) den sogenannten literarischen Verständigungstexten zu, die den „Diskussionsstand innerhalb der Frauenbewegung um ein essentielles Moment“ erweitert hätten. Christiane Rasper resümierte 1997, Häutungen sei ein „Text, der eine breitgefächerte Diskussion über ‚weibliches Schreiben‘ und ‚weibliche Ästhetik‘ ins Rollen brachte und der als Markstein in die Literaturgeschichtsschreibung einging, weil er ein neues Terrain erschloß.“ Christa Binswanger hielt fest, dass „Stefan mit Häutungen ein eigenes Genre der feministischen Erfahrungsliteratur“ entwickelt habe.

## Ausgaben

### Deutsch
- Häutungen. Autobiografische Aufzeichnungen. Gedichte, Träume, Analysen. Frauenoffensive, München 1975, ISBN 3-88104-000-5.
- Häutungen. Mit einem Vorwort zur Neuausgabe. Fischer Taschenbuch, Frankfurt am Main 1994, ISBN 3-596-11837-9.
- Häutungen. Fischer E-Books, Frankfurt am Main 2015, ISBN 978-3-10-560553-0.

### Übersetzungen
- Mues, Editions des femmes, Paris, 1977, ISBN 978-2-7210-0090-3 (französisch)
- Shedding, Daughters Publishing Co., New York, 1978, ISBN 0-913780-22-7 (englisch)
- Shedding, Women's Press, London, 1979, ISBN 0-7043-3834-3 (englisch)
- Mudas de piel, La Sal, edicions de les dones, Barcelona, 1982, ISBN 84-85627-16-4 (Spanisch)
- La pelle cambiata, Ed. delle donne, Roma, 1976 (italienisch)
- Huden under min hud, Gyldendal, København, 1977, ISBN 87-01-30801-7 (Dänisch)
- Huden under min hud, Gyldendal, Oslo, 1977, ISBN 82-05-09350-4 (Norwegisch)
- Hudömsning, Rabén & Sjögren, Stockholm, 1977, ISBN 91-29-50275-6 (Schwedisch)
- Ontwenning, Rogner & Bernhard, Amsterdam, 1977, ISBN 90-6169-089-7 (Niederländisch)
- 껍질벗기,  황소걸음, Seoul, 1995, ISBN 89-85904-15-9 (Koreanisch)